# بركة كفرتبنيت
بركة كفرتبنيت، هي أحد البحيرات الطبيعية في جنوب لبنان.

## جغرافيتها ومساحتها
تقع في بلدة كفرتبنيت جنوب لبنان، في أكثر نقطة انخفاضا في البلدة، على حدود النبطية الفوقا.
تبلغ مساحتها 15 ألف متر مربع، ويزيد عمقها عن العشرين متراً.